# Jaskinia Na Špičáku
Jaskinia Na Špičáku – jaskinia krasowa w północno-wschodnich Czechach, w górach Złotych.

## Charakterystyka
Pierwsza wzmianka o jaskini pochodzi z 1430. Potem wielokrotnie służyła ona jako schron. W różnych wiekach wyryto na jej ścianach napisy, a najstarszy pochodzi z 1519. W latach 1884-1885 została po raz pierwszy uprzystępniona zwiedzającym przy użyciu skromnych środków. Obecny wygląd zawdzięcza pracom z 1955. 
Korytarze jaskini mają ponad 400 metrów długości. Powstały poprzez wypłukiwanie dewońskich marmurów (350-380 milionów lat). Trasa turystyczna liczy 230 metrów długości i jest dostępna dla osób z niepełnosprawnościami. Zwiedzanie odbywa się z przewodnikiem. Wyjście następuje sztuczną sztolnią przebitą w 1954, przez nieczynny kamieniołom.

## Galeria

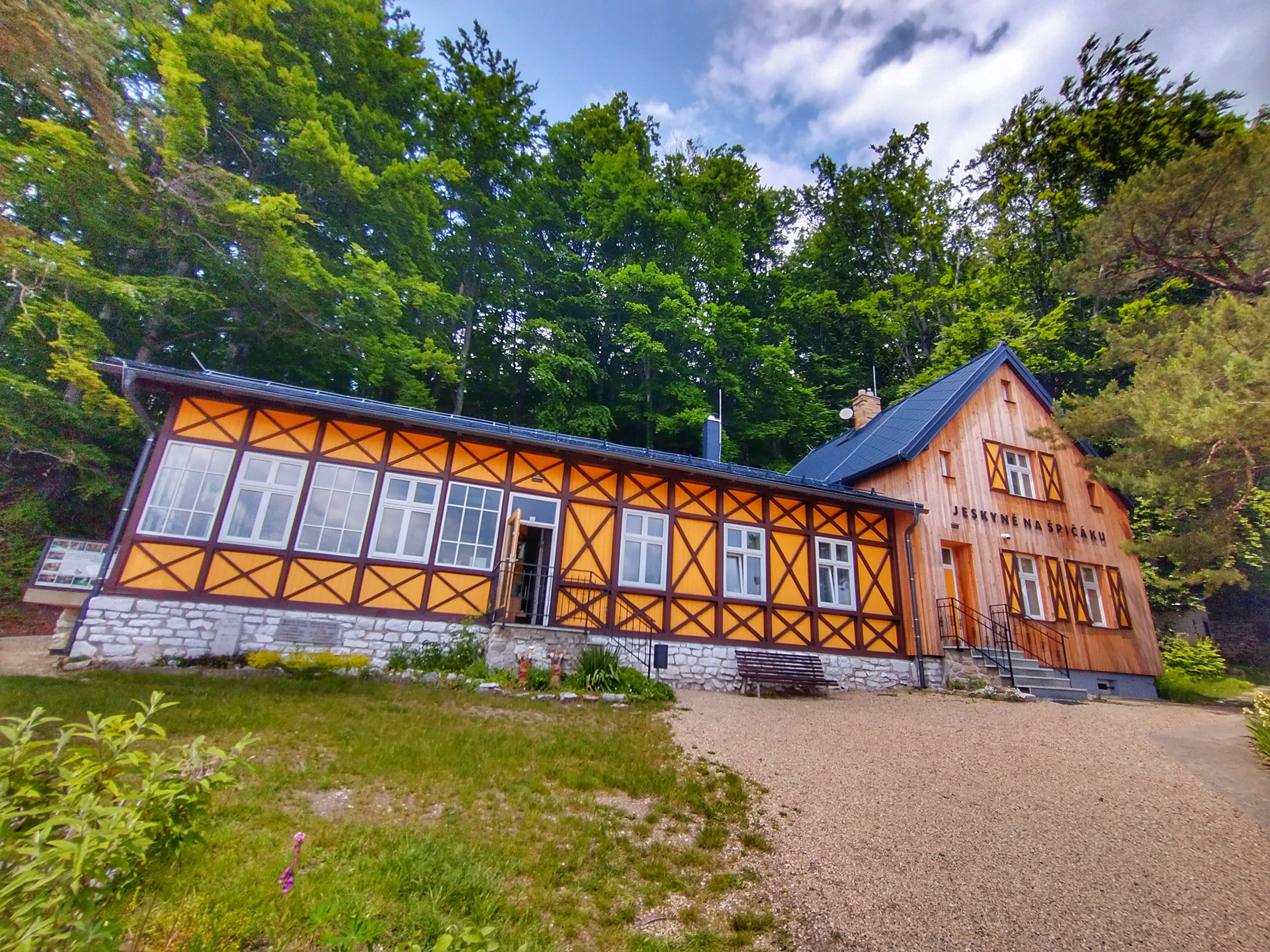
Pawilon wejściowy
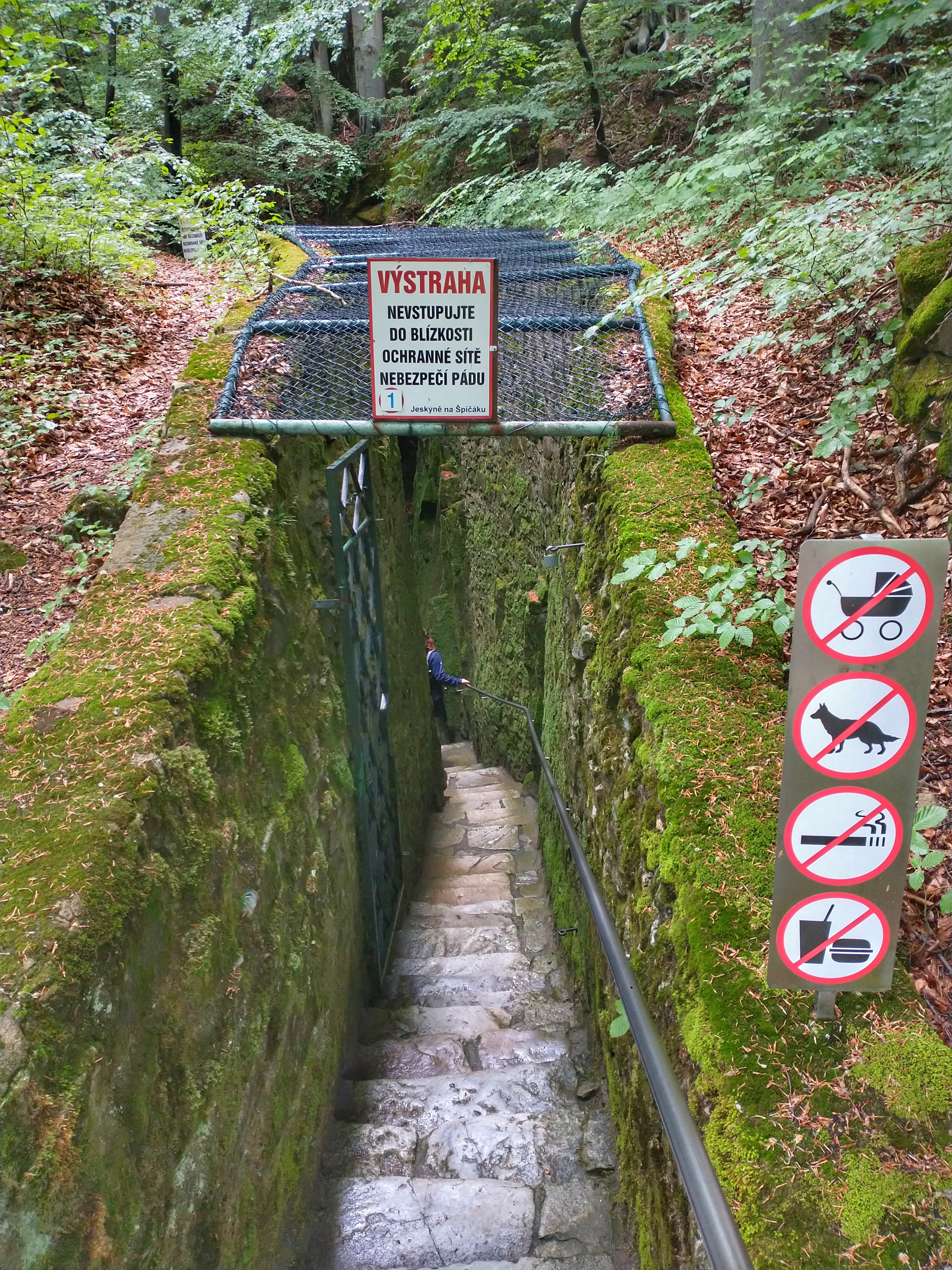
Schody wejściowe
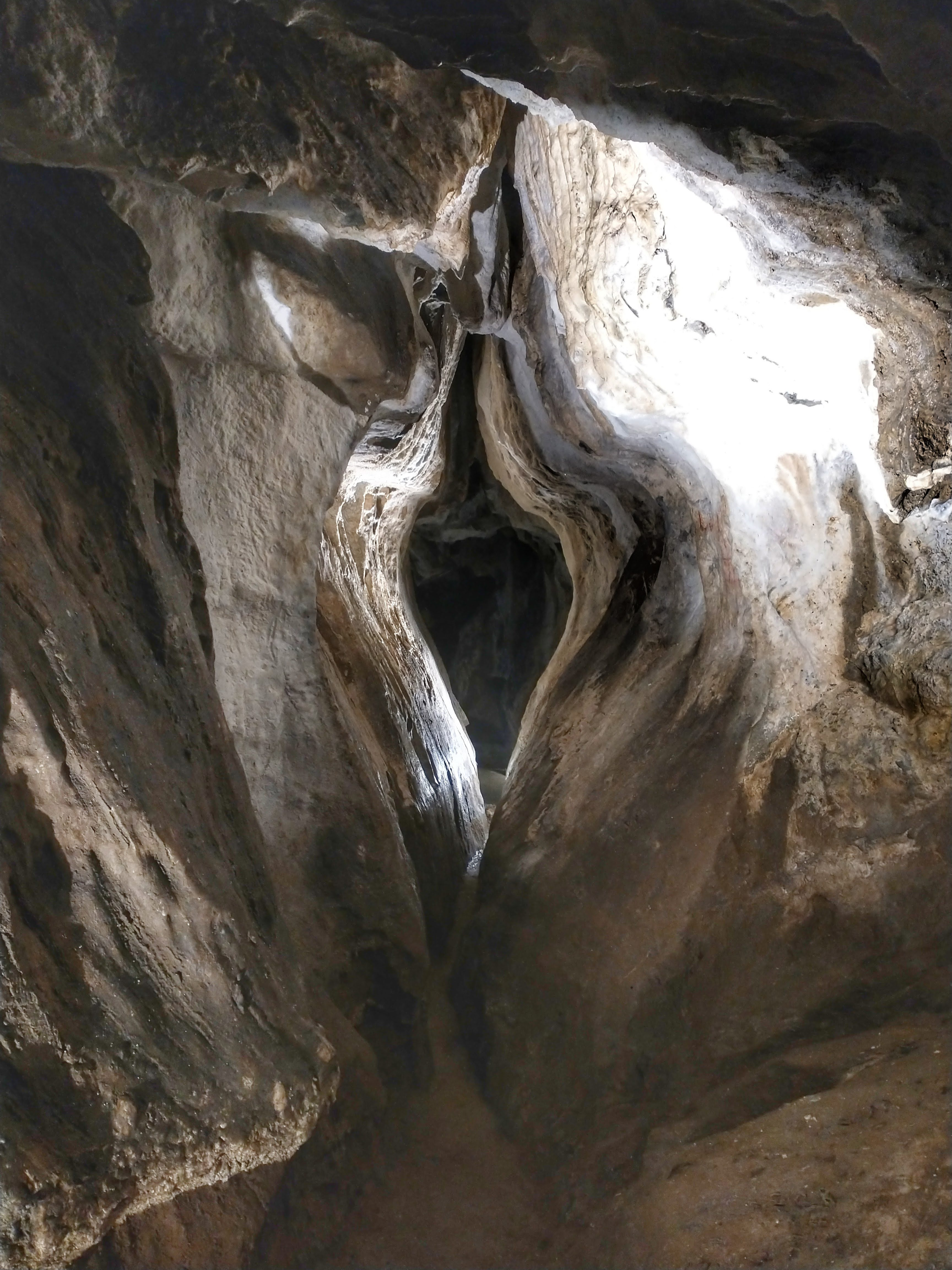
Jeden z korytarzy